# Saint-Martin-de-Pallières
Saint-Martin-de-Pallières, antes conocida como Saint-Martin, es una población y comuna francesa, que se encuentra en la región de Provenza-Alpes-Costa Azul, departamento de Var, en el distrito de Brignoles y cantón de Barjols.

## Demografía
| 114 | 98 | 102 | 116 | 142 | 152 |
| Para los censos de 1962 a 1999 la población legal corresponde a la población sin duplicidades (Fuente: INSEE [Consultar]) |    |     |     |     |     |